# Kathleen Byerly

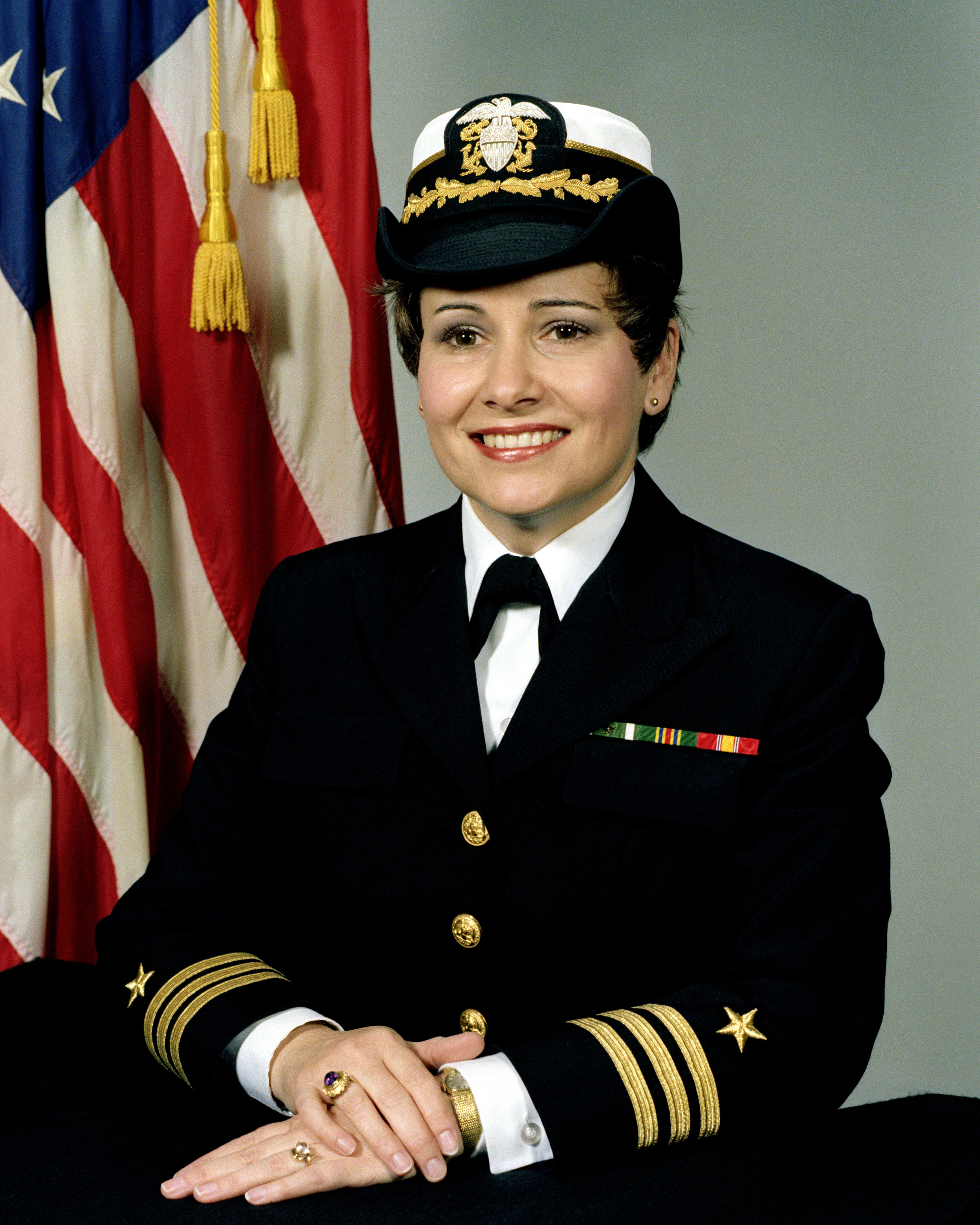
CAPT Kathleen M. Byerly, USN (1983)

Kathleen Mae Byerly, geborene Kathleen Mae Donahue, auch Kathleen Mae Bruyere (* 5. Februar 1944 in Norfolk (Virginia), USA; † 3. September 2020 in San Diego, Kalifornien) war eine US-amerikanische Kapitänin. Sie war eine der zwölf Frauen, die 1975 vom Time-Magazine als Person of the Year benannt wurden.

## Leben und Werk
Byerly war das älteste Kind von sechs Kindern des Armeeoffiziers Joseph Donahue und von Lucille Alessandroni Donahue. Aufgrund der dienstlichen Versetzungen ihres Vaters zog sie mit ihrer Familie mehrfach in den USA um und nach Griechenland und Deutschland, wo sie ihren Schulabschluss erhielt. Sie studierte am Chestnut Hill College in Philadelphia und trat nach ihrem Abschluss 1966 in die United States Navy ein. 1968 heiratete sie den Marineoffizier Kellie Byerly, mit dem sie später als das erste Offizierspaar das Naval War College in Rhode Island besuchte.
Während des Vietnamkriegs diente sie unter anderem auch als Rekrutiererin und im Bureau for Naval Personnel, das sich in Washington D. C. befand. Sie wurde im Alter von 31 Jahren die erste Flaggensekretärin und Assistentin des Konteradmirals Allen Hill. Sie leitete den Stab des Admirals und beaufsichtigte die Verbindung zwischen seinem Hauptquartier und den neun pazifischen Ausbildungskommandos.
Nach dem Women’s Armed Services Integration Act von 1948 war es Frauen untersagt, im Kampf auf Schiffen und Flugzeugen zu dienen. 1977 verklagte Byerly in einer Sammelklage das United States Secretary of the Navy und das Verteidigungsministerium der Vereinigten Staaten und argumentierte gemeinsam mit fünf anderen Navy-Frauen, dass ihre Aufstiegschancen begrenzt seien, weil sie nicht auf Schiffen dienen dürften. Der US-Bezirksrichter John Sirica erklärte das Verbot 1978 für verfassungswidrig. Byerly wurde zur Kapitänin befördert, durfte aber nicht auf einem Kriegsschiff dienen. Sie diente als Sonderassistentin des Chief of Naval Operations für Frauenpolitik, wo sie 1987 an einer Studie beteiligt war, in der die Karrierechancen von Frauen in der Marine und Sexismus im gesamten Dienst untersucht wurden.
1988 ließ sie sich scheiden und heiratete den Marineoffizier Thomas Bruyere. Im Juni 1991 übernahm sie nach 25 Dienstjahren als Kapitänin die Leitung des einzigen Ausbildungslagers der Marine auch für Frauen, des Orlando Naval Training Center. 1990 war die Schließung geplant gewesen wegen des Umgangs mit Fällen von Vergewaltigung und sexueller Belästigung. Byerly betrachtete das Kommando als Gelegenheit, koedukative Ausbildungs- und Studienprogramme zu schaffen, Teamarbeit und gegenseitigen Respekt zu fördern, in der Hoffnung, Missbrauch und Übergriffe zu reduzieren.
Byerly ging 1994 in den Ruhestand und lebte mit ihrem Mann in Chula Vista, wo sie ihren Mann 15 Jahre lang betreute, der an der Parkinson-Krankheit litt. Sie starb im Alter von 76 Jahren und wurde mit militärischen Ehren auf dem Miramar National Cemetery in San Diego beerdigt.

## Auszeichnungen
- 1976: Person of the Year in der Gruppe Die amerikanischen Frauen im Time-Magazine